# Warfołomiejewka (wieś w Kraju Nadmorskim)
Warfołomiejewka (ros. Варфоломеевка) – wieś (sieło) w Rosji, w Kraju Nadmorskim, w rejonie jakowlewskim. W 2021 liczyła 795 mieszkańców.